# Ferdinando Carulli
Pour les articles homonymes, voir Carulli.
Ferdinando Maria Meinrado Francesco Pascale Rosario Carulli (né le 9 février 1770 à Naples et mort le 14 février 1841 à Paris) est un guitariste et compositeur italien qui fut l'un des plus célèbres compositeurs pour guitare classique du XIXe siècle. Il est l'auteur de la première méthode complète de guitare classique, encore en usage aujourd'hui.

## Biographie
Son père, Michele, est homme de lettres et secrétaire à l'administration de la ville de Naples. Le jeune Ferdinando reçoit sa première formation musicale d'un prêtre maître de chapelle qui lui enseigne le violoncelle, instrument dont le rôle était de soutenir ou accompagner le chœur (à l'époque professionnel) de l'église. Il apprend ensuite la guitare en autodidacte, car à Naples il n’y a pas de professeur qui puisse l’initier à l’art de cet instrument. Cette obligation de se forger tout seul une technique et d’écrire de la musique pour la guitare est pour lui un atout considérable.
Carulli est alors un instrumentiste talentueux et ses concerts napolitains sont si populaires qu'il commence à en donner dans le reste de l'Europe. Vers 1801, il épouse une Française, Marie-Joséphine Boyer, qui lui donne un fils, Gustavo (1801-1876).
Après un séjour à Vienne suivi d'une tournée triomphale à Paris, Carulli s'installe en 1808 dans la capitale française, considérée à l'époque comme « la capitale du monde de la musique »[réf. nécessaire].
Il rencontre vers 1810 Filippo Gragnani avec lequel il se lie d'amitié.
Carulli s'est également intéressé à la fabrication de la guitare. Il a introduit, avec l'aide du luthier français René-François Lacôte (en), des modifications importantes pour l'amélioration du son de l'instrument. En décembre 1826, il fait breveter, avec Lacôte, une variante de guitare appelée "Décacorde", munie de cinq cordes traditionnelles et de cinq bourdons aériens vibrant par le phénomène acoustique de sympathie. Il écrit d'ailleurs pour cet instrument une "Méthode pour le Décacorde".
Divers exemplaires de Décacorde sont conservés dans des musées européens, notamment à Bruxelles et à Paris. Au XXe siècle, l'instrument sera utilisé par Narciso Yepes.

## Compositions

### Œuvres pour orchestre
- Concert en La majeur, pour guitare et orchestre, op. 8(a)
  1. Allegro
  2. Polonaise
- Concerto en Sol majeur, pour flûte, guitare et orchestre
  1. Allegro
  2. Tema con variazioni
  3. Allegro finale
- Concerto en Mi mineur, pour flûte, guitare et orchestre
- Nocturne de Salon, pour guitare, flûte et orchestre, op. 190
  1. Allegro
  2. Larghetto
  3. Allegro
- Petit concerto de société en Mi mineur, pour guitare et cordes, op. 140

### Musique de chambre
- Duo, pour guitare et flûte
- Deux duos, pour guitare et piano
- Deux nocturnes, pour piano et guitare, op. 131
- Deux duos, pour violon alto et guitare, op. 137
- Duo, pour piano et guitare, op. 11(a)
- Duo, pour violon et guitare, op. 19
- Duo, pour flûte et guitare, op. 104
- Duo, pour piano et guitare, op. 134
- Duo, pour piano et guitare, op. 150
- Fantaisie, pour flûte et guitare, op. 190
- Fantaisie sur deux thèmes de l'opera «Il Pirata» de Vincenzo Bellini, pour flûte et guitare, op. 337
- Gran Duo Concertante, pour piano et guitare, op. 65
- Gran Duo, pour piano et guitare, op. 70
- Gran Duo, pour piano et guitare, op. 86
- Notturno, pour piano et guitare, op. 189
- Six Sérénades, pour guitare et flûte, op. 109
- Trio, pour flûte, violon et guitare, op. 9, no. 1
- Trio en Ré majeur, pour deux violons et guitare, op. 9, no. 2
  1. Allegro
  2. Romance - Larghetto
  3. Rondo - Allegretto
- Trois Duos, pour guitare et flûte, op. 104

### Œuvres pour guitare
- 1re partie de la « Symfonie no. 104 Symphonie londonienne » de Joseph Haydn, pour deux guitares
  1. Adagio - Allegro
- 14 Sonatine Facili - a cura di Carfagna, pour guitare solo
- 24 Duos, pour deux guitares
- Allegretto, pour guitare solo
- Allegretto nº 15 pour guitare
- Andante, pour guitare
- Andante en La mineur, pour guitare
- Andante en Sol majeur, pour guitare
- Andante con poco moto, pour guitare
- Capriccio en Do, pour guitare
- Caprice, pour guitare
- Cinq valses, pour guitare
- Cinq romances, pour deux guitares
- Contredanse pour guitare
- Deux airs russes variés pour deux guitares, op.110
- Trois jours, (sur les journées de révolte de 1830), pour guitare
- Duo, pour deux guitares, op. 62, no. 1
- Duo, pour deux guitares, op. 62, no. 2
- Duo, pour deux guitares, op. 62, no. 3
- Fantasia pour trois guitares, op. 251
- Introduction, pour guitare
- L'Orage - Sonate sentimentale voor gitaar, op. 2
- Larghetto, pour deux guitares
- La mère et l'amant, pour deux guitares
- Le Nid et la Rose, Romances pour deux guitares, opus 120 no. 3
- Les Adieux, pour guitare, op. 249
- Marcia, pour guitare, op.335, no. 3
- Ouverture, pour guitare, op. 6, no. 1
- Poco allegretto, pour guitare
- Quatre Études, pour guitare
- Rondo en Sol, pour guitare
- Rondo in Sol majeur, pour deux guitares
- Sei andanti, pour guitare, op. 320
- Sei divertimenti su terze seste ottave decime note legate e staccate, pour guitare
- Sérénades, pour guitare, op. 96, no. 1, 2 en 3
- Sicilienne, pour guitare
- Six Divertissements Brillants de salon d'une force moyenne, pour guitare, op. 317
- Six Petite Duod dialogues, pour deux guitares, op. 34
- Sonata, pour guitare, op. 5
  1. Largo
  2. Rondo - Allegretto
- Sonata, pour guitare, op. 21, no. 1
  1. Moderato
  2. Largo
  3. Rondeau - Allegretto
- Sonata, pour guitare, op. 21, no. 2
  1. Moderato
  2. Thème et Variations
  3. Allegretto
- Sonata, pour guitare, op. 21, no. 3
  1. Moderato
  2. Romance - Andante sostenuto
  3. Rondeau - Allegretto con poco moto
- Sonata, pour guitare, op. 58, no. 3
- Trois petits solos, op. 262
- Trois Nocturne, pour deux guitares, op. 90
- Variations sur une mélodie française..., pour guitare, op. 194
- Variations sur "La Flûte Enchantée" de Mozart, pour guitare, op. 276, no.30
- Variations sur "La Marseillaise", pour guitare, op. 330
- Variazioni su un tema di Ludwig van Beethoven, pour guitare
- Variazioni su l'Arietta italiana "Sul margine d'un rio" pour guitare, op. 142
- Ventiquattro Preludi - a cura di Tonazzi, pour guitare, op. 114
- Vingtneuf pièces, pour guitare
- Walzer, pour guitare solo, op. 241

### Œuvres pédagogiques
- 1810 Méthode complète pour guitare ou lyre - Metodo Completo per Chitarra, op. 27
- 1825 L'Harmonie appliquée à la Guitare[1]